# Weyarn

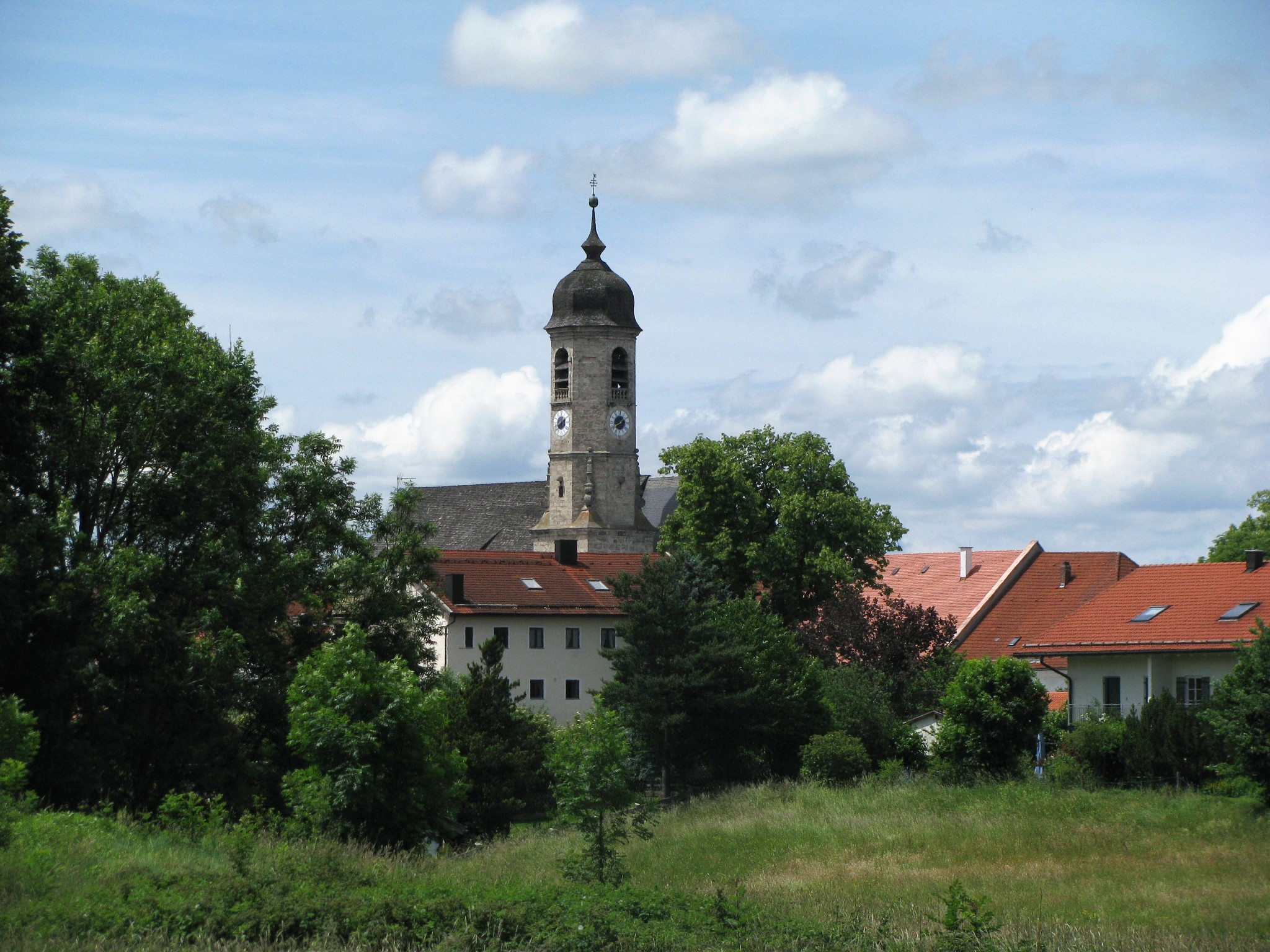
Kirche St. Peter und Paul aus Ostsüdost

Weyarn ist eine Gemeinde und ein Dorf im oberbayerischen Landkreis Miesbach.

## Geographie

### Lage
Weyarn liegt östlich über dem Mangfalltal am nördlichen Alpenrand. Am östlichen Gemeinderand liegt der Speichersee Seehamer See. Der natürliche Abfluss des Seehamer Sees, der Moosbach, verläuft über das Gemeindegebiet von Weyarn bis zu seiner Mündung in die Mangfall.
Weyarn liegt rund 38 km südöstlich der Landeshauptstadt München, jeweils neun Kilometer von Holzkirchen und Miesbach, 22 km von Bad Aibling und 32 km von Rosenheim entfernt.

### Gemeindegliederung
Es gibt 52 Gemeindeteile (in Klammern ist der Siedlungstyp angegeben):
- Adam (Einöde)
- Aigner (Einöde)
- Arnhofen (Einöde)
- Bach (Weiler)
- Baderer (Einöde)
- Bernecker (Einöde)
- Bruck (Weiler)
- Einhaus (Dorf)
- Erb (Einöde)
- Erlach (Einöde)
- Esterndorf (Kirchdorf)
- Feller (Einöde)
- Fentbach (Dorf)
- Ferdinand (Einöde)
- Filzer (Einöde)
- Gotzing (Weiler)
- Grabenstoffl (Einöde)
- Großpienzenau (Dorf)
- Großseeham (Dorf)
- Günderer (Weiler)
- Haus (Weiler)
- Hochhaus (Einöde)
- Holzolling (Kirchdorf)
- Huber (Einöde)
- Kilian (Einöde)
- Kleinhöhenkirchen (Weiler)
- Kleinpienzenau (Kirchdorf)
- Kleinseeham (Dorf)
- Langenegger (Einöde)
- Linnerer (Einöde)
- Mittenkirchen (Einöde)
- Naring (Dorf)
- Neukirchen (Pfarrdorf)
- Niederaltenburg (Weiler)
- Nudler (Einöde)
- Öd (Einöde)
- Ötz (Einöde)
- Reinthal (Dorf)
- Ried (Einöde)
- Riedler (Weiler)
- Schliershofer (Einöde)
- Schwarzöd (Einöde)
- Seiding (Weiler)
- Sonderdilching (Kirchdorf)
- Standkirchen (Dorf)
- Still (Einöde)
- Stürzlham (Dorf)
- Thalham (Dorf)
- Wattersdorf (Dorf)
- Westin (Einöde)
- Weyarn (Pfarrdorf)
- Zehenthofer (Einöde)

Die Wüstung Harring ist ein nach 1987 aufgehobener Gemeindeteil.
Es gibt die Gemarkungen Gotzing, Holzolling, Reichersdorf und Wattersdorf.
Arnhofen, Erb, Esterndorf, Haus, Holzolling, Naring und Ötz haben die Telefonvorwahl 08063, Großpienzenau und Kleinpienzenau die Vorwahl 08025. Grabenstoffl hat die Postleitzahl 83626.

### Natur
Folgende Schutzgebiete berühren das Gemeindegebiet:
- Landschaftsschutzgebiet LSG „Seehamer See mit Wattersdorfer Moor“ (LSG-00434.01)
- Landschaftsschutzgebiet Untere Leitzach (LSG-00551.01)
- Fauna-Flora-Habitat-Gebiet Leitzachtal (8237-371)
- Fauna-Flora-Habitat-Gebiet Wattersdorfer Moor (8137-301)
- Fauna-Flora-Habitat-Gebiet Mangfalltal (8136-371)
- Vogelschutzgebiet (Vogelschutzrichtlinie der EU) Taubenberg (8136-302)

## Geschichte
Im Jahre 1133 erfolgte durch Graf Siboto von Falkenstein die Gründung des Augustinerchorherren-Klosters in Weyarn, welches aus der ursprünglichen Burg Viare (aus dem lateinischen: cella vivaria = Fischweiher) aus dem 11. Jahrhundert hervorging.
Im Zuge der Gebietsreform in Bayern wurde am 1. Mai 1978 die Gemeinde Wattersdorf um die Gemeinde Holzolling sowie um Teile der aufgelösten Gemeinde Gotzing und um Neukirchen aus der Gemeinde Irschenberg vergrößert. Am folgenden Tag, dem 2. Mai 1978, wurde der Name der Gemeinde amtlich in Weyarn geändert. Im Jahre 2000 wurde Bayern im weltweiten Projekt Dorf 2000 bei der Weltausstellung EXPO 2000 von Weyarn vertreten.
Die Gemeinde Weyarn betreibt seit 1983 ein aktives Bodenmanagement mit dem Ziel, gemeindliche Grundstücksvorräte für künftige Entwicklungen anzulegen sowie durch die Vergabe von Grundstücken im Erbbaurecht einkommensschwächeren Bürgern preisvergünstigtes Wohnbauland zur Verfügung zu stellen. Weyarn gilt darüber hinaus als Musterbeispiel für eine aktive Bürgerbeteiligung und wurde bereits 1999 von der Bertelsmann-Stiftung als „Bürgerorientierte Kommune“ ausgezeichnet.
| Bevölkerungsentwicklung | Bevölkerungsentwicklung | Bevölkerungsentwicklung | Bevölkerungsentwicklung | Bevölkerungsentwicklung | Bevölkerungsentwicklung | Bevölkerungsentwicklung | Bevölkerungsentwicklung | Bevölkerungsentwicklung | Bevölkerungsentwicklung | Bevölkerungsentwicklung |      |
| ----------------------- | ----------------------- | ----------------------- | ----------------------- | ----------------------- | ----------------------- | ----------------------- | ----------------------- | ----------------------- | ----------------------- | ----------------------- | ---- |
| Jahr                    | 1988                    | 1993                    | 1998                    | 2003                    | 2008                    | 2013                    | 2014                    | 2015                    | 2016                    | 2017                    | 2018 |
| Einwohner               | 2771                    | 2866                    | 2953                    | 3084                    | 3336                    | 3366                    | 3437                    | 3494                    | 3593                    | 3660                    | 3796 |

Zwischen 1988 und 2018 wuchs die Gemeinde von 2771 auf 3796 um 1025 Einwohner bzw. um 37 %.

## Politik

### Gemeinderat
Die vergangenen Kommunalwahlen führten zu den folgenden Sitzverteilungen im Gemeinderat:
| Partei/Liste | 2014 | 2020 |
| ------------ | ---- | ---- |
| CSU          | 5    | 5    |
| SPD          | 3    | 3    |
| UWG          | 3    | 3    |
| GRÜNE        | -    | 2    |
| FWG          | 2    | 2    |
| WIGW         | 3    | 1    |
| Gesamt       | 16   | 16   |

### Bürgermeister
Bei der Kommunalwahl 2014 wurde Leonhard Wöhr (CSU) mit 56,7 % der gültigen Stimmen zum Ersten Bürgermeister gewählt.

### Wappen
| Wappen der Gemeinde Weyarn | Blasonierung: „Durch einen silbernen Wellenpfahl gespalten; vorne durch einen goldenen Balken geteilt von Rot und Grün, belegt von einem schräg gekreuzten silbernen Schwert mit goldenem Griff und einem goldenen Schlüssel; hinten in Blau auf goldenem Dreiberg ein rotbewehrter goldener Falke mit rotem Halsband und goldenem Halsring.“                                                                           |
| Wappen der Gemeinde Weyarn | Wappenbegründung: Der vordere Teil des Wappens ist das Wappen des Klosters Weyarn mit den Attributen der Apostel Petrus und Paulus (Schlüssel und Schwert). Das soll die große Bedeutung des Klosters im Laufe der Gemeindegeschichte deutlich machen. Die andere Hälfte des Wappens mit dem Falken zitiert das Wappen der Grafen von Falkenstein, die das Kloster gegründet hatten. Das Wappen wird seit 1987 geführt. |

## Kultur und Sehenswürdigkeiten

### Sakralbauten

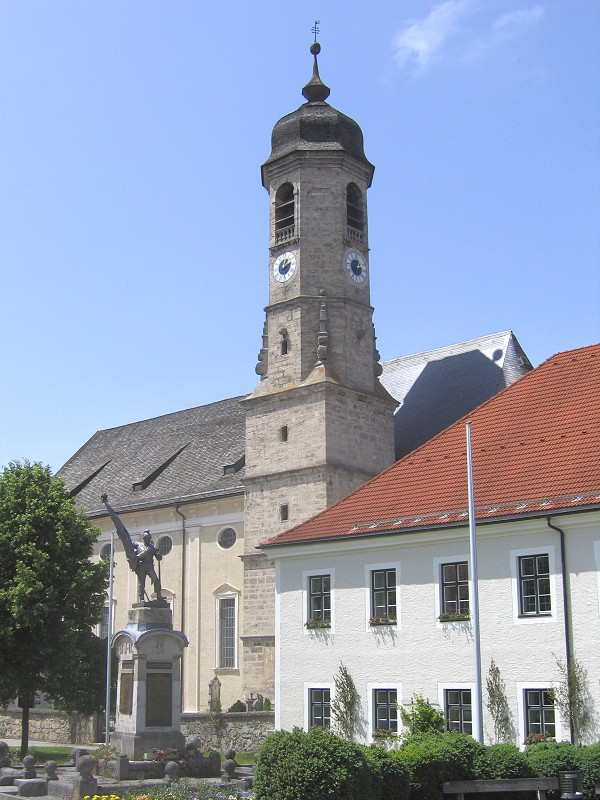
St. Peter und Paul

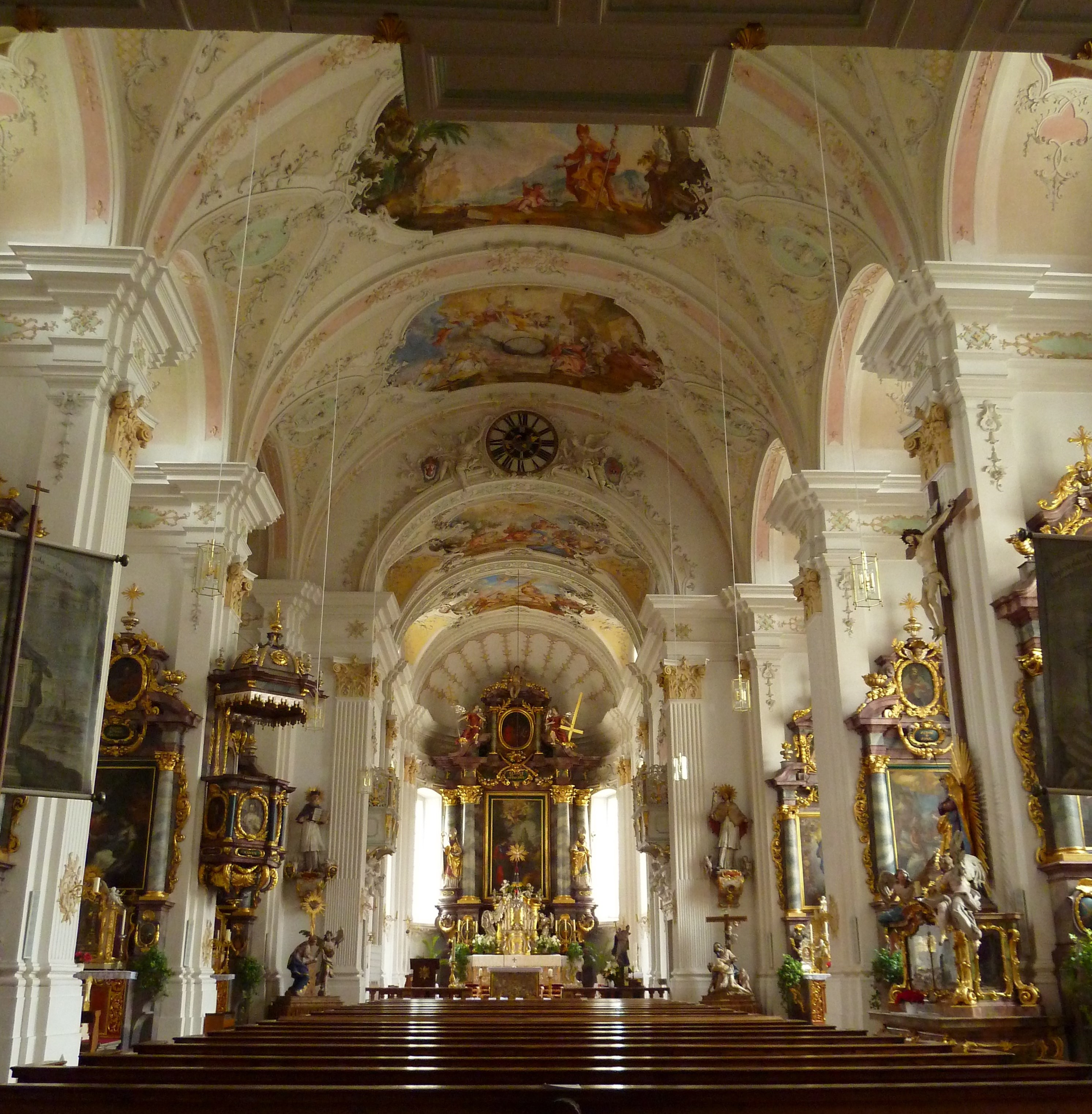
St. Peter und Paul, Innenansicht

- Hauptsehenswürdigkeit ist das ehemalige Augustinerchorherrenstift aus dem 12. Jahrhundert. Von dem nach der Säkularisation aufgelösten Kloster ist heute noch die ehemalige Stiftskirche St. Peter und Paul erhalten. Die Kirche wurde 1687 bis 1693 von Lorenzo Sciascia aus Roveredo im Stil des Barock errichtet. Bekannt sind vor allem die Schnitzfiguren von Ignaz Günther (Verkündigung, Beweinung Christi, Immaculata), außerdem Stuckaturen und Fresken von Johann Baptist Zimmermann. Die Kirche und die Reste des Klosters sind heute Sitz der deutschen Brüderprovinz des Deutschen Ordens.
- St. Jakobus der Ältere, Gotzing
- St. Vitus in der Einöde Mittenkirchen ist eine kleine, gotische, 1506 geweihte katholische Filialkirche. Im Mittelfeld des spätbarocken Altars steht die Figur des hl. Vitus. Sie wird von den Heiligen Ulrich (links) und Dionysius (rechts) flankiert.
- St. Dionys, Neukirchen

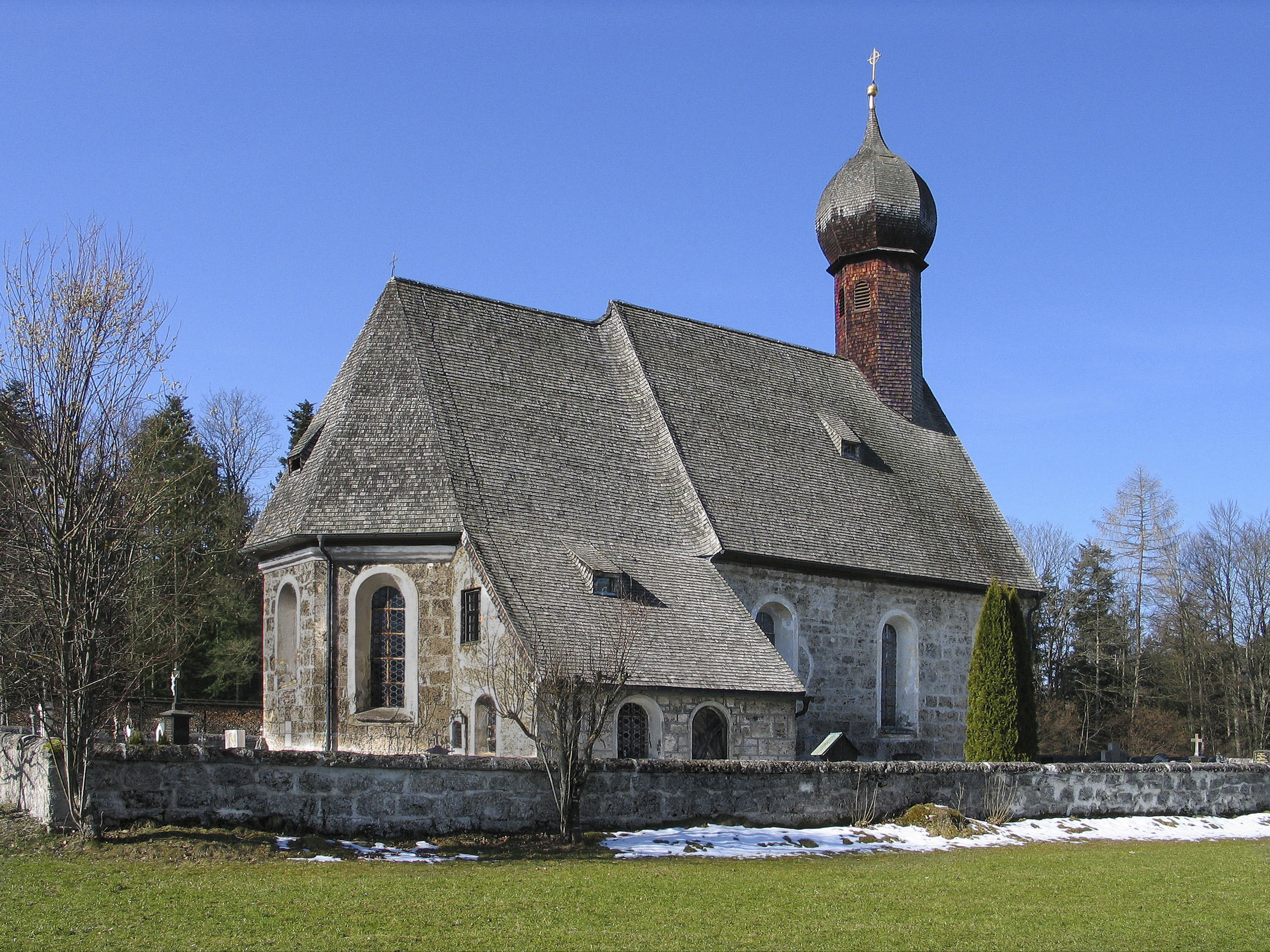
Gotzinger Kirche
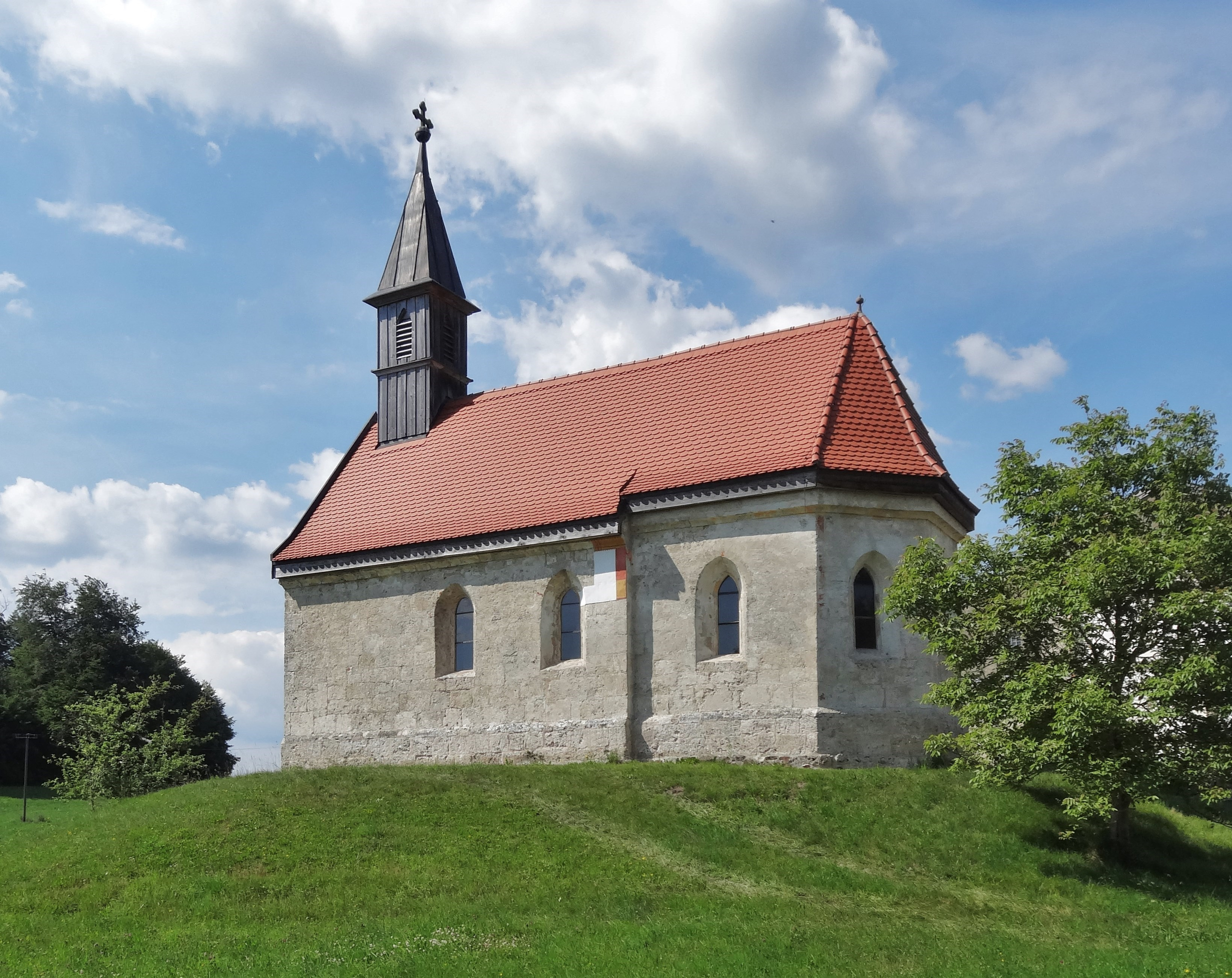
St. Vitus in Mittenkirchen
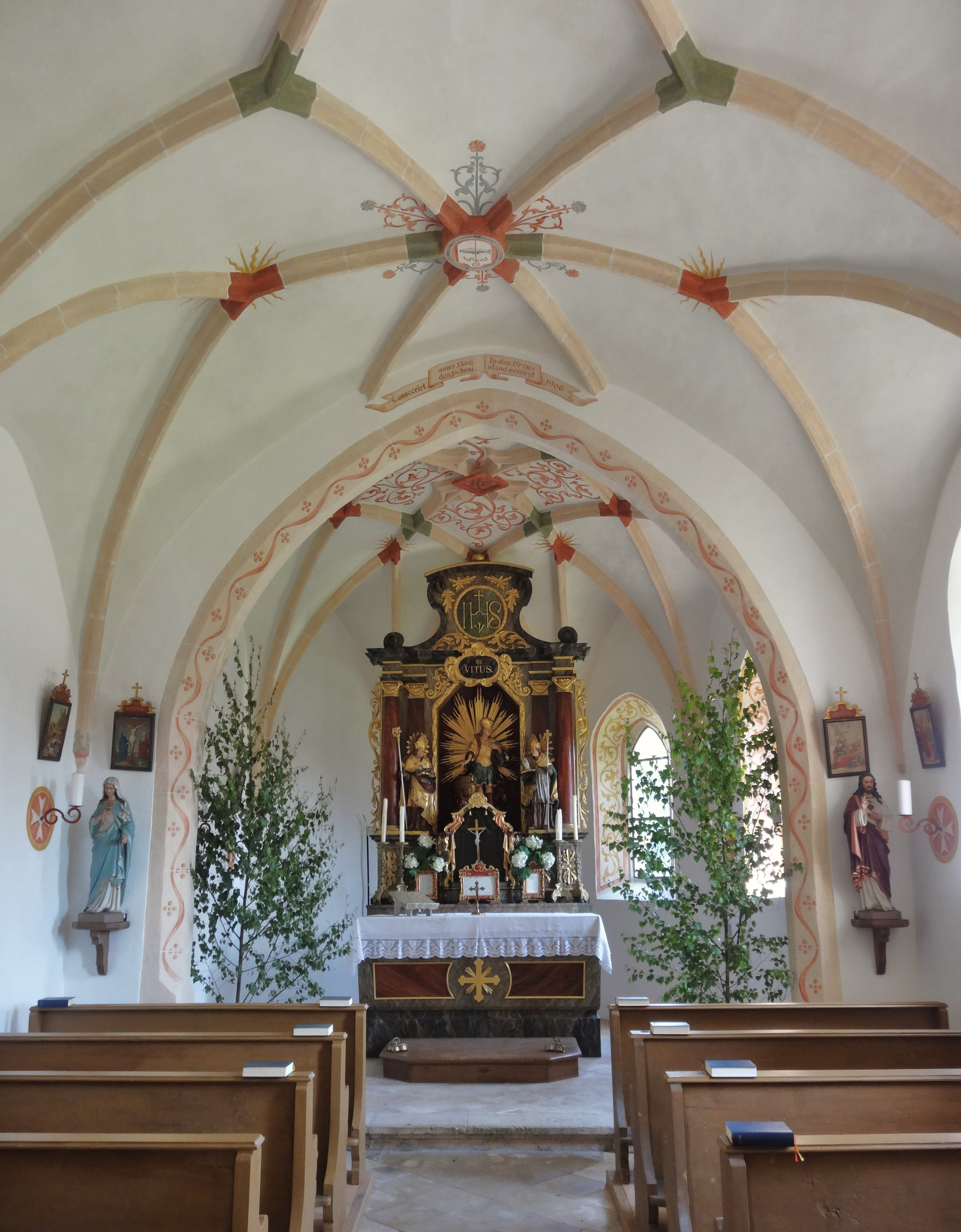
St. Vitus, Innenansicht
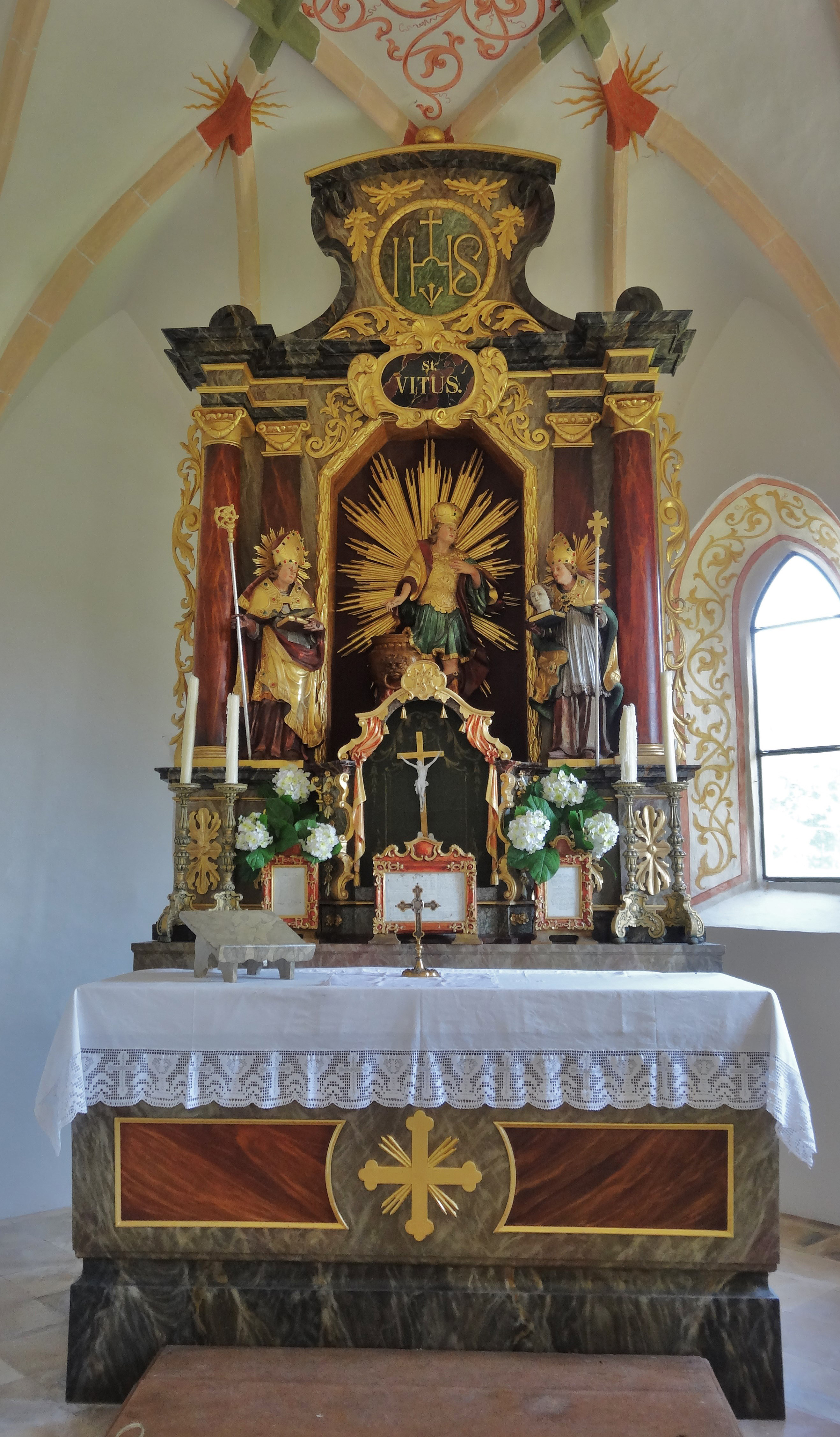
Der Altar von St. Vitus

### Profanbauten
Im Gemeindegebiet liegen zwei Abschnittsbefestigungen: Die Fentbach-Schanze aus der Spätlatènezeit und die Birg bei Kleinhöhenkirchen aus der Zeit der Ungarneinfälle.

### Weyarner Kulturpfad
Der Weyarner Kulturpfad führt zu 20 Stationen mit den wichtigsten kulturellen Sehenswürdigkeiten des Ortes.

## Wirtschaft und Infrastruktur

### Bildung
- Grundschule Weyarn
- Mangfalltal Hauptschule

### Verkehr
Weyarn liegt nahe an der Bundesautobahn 8 und kann über die Anschlussstelle Nr. 98 Weyarn gut erreicht werden. Die Gemeinde besaß früher eine eigene Bahnstation an der Bahnstrecke Holzkirchen–Schliersee im Gemeindeteil Thalham, die jedoch schon vor einigen Jahren aufgelassen wurde. Seitdem ist das drei Kilometer entfernte Darching (zu Valley gehörig) an der Bahnstrecke Holzkirchen–Schliersee die nächstgelegene Bahnstation, die von der Bayerischen Oberlandbahn auf der Verbindung München – Holzkirchen – Bayrischzell im Stundentakt bedient wird. Über die etwa zehn Kilometer entfernte Station Holzkirchen der Linie S3 der S-Bahn München besteht auch eine Bahnverbindung in die Landeshauptstadt.

### Wirtschaft
In der Gemeinde bestehen 422 Gewerbebetriebe, 75 davon sind Handwerksbetriebe.

## Trivia
Weyarn diente über mehrere Staffeln der Serie Die Rosenheim-Cops als Drehort des fiktiven Handlungsorts Ganting.

## Persönlichkeiten

### Söhne und Töchter der Gemeinde
- Dominik Gläsl (1660–1731), Baumeister des Barock; geboren in Reichersdorf
- Anton Pfliegler (1736–1805), Orgelbauer; geboren in Reisach, Pfarre Neukirchen
- Joseph Steininger (1858–1931), Reichstags- und Landtagsabgeordneter aus Holzolling
- Otto Jehle (1893–?), Landrat im Landkreis Regensburg; geboren in Thalham
- Sebastian Stein (* 1979), Filmemacher, Regisseur und Drehbuchautor, geboren in Weyarn

### Persönlichkeiten, die mit der Gemeinde verbunden sind
- Erich Ferstl (* 1934), Komponist; lebte viele Jahre in Weyarn
- Ferdinand Hofer (* 1993), Schauspieler, der im Ortsteil Großseeham aufwuchs